# László Köteles
László Köteles est un footballeur hongrois, né le 1er septembre 1984 à Szeged en Hongrie. Il évolue actuellement au KRC Genk comme gardien de but.

## Biographie
Le 21 août 2009, il quitte son club, le Diósgyőri VTK, pour rejoindre le club belge du KRC Genk.

## Palmarès
- KRC Genk
  - Jupiler Pro League
    - Vainqueur :  2011

  - Supercoupe de Belgique
    - Vainqueur :  2011

  - Coupe de Belgique
    - Vainqueur :  2013